# بترومين (شركة)
بترومين (بالإنجليزية: Petromin Corporation)‏ هي شركة سعودية، تأسست عام 1962م بموجب مرسوم ملكي، وكان اسم الشركة عند التأسيس "شركة بترومين لزيوت التشحيم (بترولوب)" حيث كانت إحدى مشاريع المؤسسة العامة للبترول والمعادن "بترومين”، وبعد تحويل حصة بترومين في الشركة إلى شركة أرامكو السعودية عام 1997م تغيرت تسمية الشركة إلى "الشركة العربية السعودية لزيوت التشحيم".

## موقع بترومين
تقع مصفاة بترومين على طريق الرياض-الخرج بجنوب مدينة الرياض، حيث تقوم بتزويد مدينة الرياض والمنطقة الوسطى بالمنتجات البترولية.

## اهمية الشركة
تعتبر بترومين مؤسسة النفط الوطنية الوحيدة في المملكة العربية السعودية، ومقرها الرياض حيث تمتلكها الحكومة السعودية، ومحافظها يكون بمرتبة وزير، وتحمل مسؤولية بائع مباشر للنفط بالنيابة عن الحكومة حيث تعمل على إمداد السوق المحلية بالمنتجات النفطية بما في ذلك وقود السفن والطائرات النفاثة. وقد أبرمت الشركة في مدينة الرياض في الثاني والعشرين من شهر رمضان عام 1387هـ والموافق لليوم الثالث والعشرين من شهر ديسمبر عام 1967م وقد مثلها أحمد زكي يماني رئيس مجلس الأدارة، وبين سنكلير ارابيان اويل كمبني ويمثلها المستر ف.أ.بوش رئيس مجلس الإدارة.

## أسس الشركة
- الأساس القانوني يرسم الخطوط العريضة للأهداف التي من أجلها أُنشئت بترومين، ولطريقة تمويل نشاطاتها وتشكلها الإداري كُون لها مجلس إدارة يضم تسعة أعضاء.
- الأساس الإداري النظري أبرز ما يصف هذا الأساس تاريخها التنظيمي بالانتقال من مرحلة إلى أخرى من مراحل التنظيم الإداري.
- الأساس الاقتصادي يتمثل في تنمية المواردالبترولية والمعدنية وتطويرها على أساس المنفعة الاقتصادية للمملكة العربية السعودية.
- الأساس الإداري التطبيقي يقوم هذا الأساس باعمال التخطيط والتنفيذ والرقابة، ويشتمل على وسائل الضبط والاتصال ووسائل عملية تنظيمية تمكنه من تحقيق أغراض المؤسسة.[6]

## مجالات الشركة الرئيسية
تتمثل أنشطة بترومين في المجالات الرئيسية:
- البترول
- الغاز الطبيعي
- المعادن.[7]

## المصافي المحلية
أنشأت بترومين ثلاث مصاف لتلبية احتياجات الاستهلاك المحلي من المواد البترولية وهي شركة مصفاة جدة للبترول، ومصفاة بترومين الرياض، ومصفاة بترومين ينبع.
تحولت كل المصافي إلى ملكية أرامكو السعودية بعد ضم سمارك إلى أرامكو، تم إغلاق مصفاة جدة وإحالتها للتقاعد في عام 2017 بينما لا تزال مصفاة الرياض وينبع تعملان حتى الآن

## عملية المصفاة
- وحدة البترول الخام
- وحدة الخواء
- المجزئ
- التكسير بالمحفز السائلي
- المعالج التحضيري للنفثا
- وحدة التهذيب
- وحدة نزع الكبريت بالهيدروجين والحفر
- وحدة الأمينات (مشتقات النشادر)
- مصنع الكبريت
- وحدة الألكلة
- وحدة الغاز المشبع.[10]

## أهداف خطة بترومين لتنمية القوى العاملة
- استكمال برنامج التطوير الوظيفي في بترومين
- الاستمرار في بذل الجهود لزيادة نسبة السعودة
- تكثيف جهود الإدارة التنفيذية بموضوع تنمية وتدريب القوى العاملة
- توحيد الأسس التي ترتكز عليها عملية تنمية وتطوير القوى العاملة من التخطيط، والتدرج الوظيفي، والتدريب، وتوسيع شبكة نظم المعلومات، وتشجيع التعاون بين المشاريع إلى أقصى حد ممكن، وتنمية التكامل بين مراكز بترومين الإقليمية للتدريب لخدمة أهداف التدريب.[11]

## إدارة خدمة بترومين
- الخدمات الفنية والحاسب الآلي إدارة تشغيل الحاسب الآلي، مركز الحاسب الآلي في جدة، مركز الحاسب الآلي في الرياض، مركز الحاسب الآلي في مصفاة بترومين الرياض، مركز الحاسب الآلي في الظهران، مركز الحاسب الآلي في ينبع.
- نظم الحسابات والميزانية وشئون الأفراد مسندة المستخدمين، والتدريب، ومساندة العمليات التطبيقية.
- نظم مساندة التسويق تضم نظام تسويق المنتجات السائبة، ونظام تسويق المنتجات المعبأة، ونظام مساندة العمليات البحرية، ونظام مساندة التجارة الخارجية.
- نظم مساندة المرافق من أهمها نظام الصيانة، ونظام المستودعات، ونظام المشتريات.
- النظام الآلي للمحطات تم تركيب هذا النظام في موقعين هما: مصفاة جدة، ومحطات الظهران الآلية، ويشمل هذا النظام على ثلاثة وظائف أساسية هي: تطور المبيعات ومتابعتها، وتقنية شحن المنتجات البترولية، وإدارة عمليات جرد المنتج.
- الخدمات الاعلامية متمثلة في الإدارة العامة للخدمات الاعلامية والعلاقات العامة ومن أبرز أقسامها: قسم التحرير والنشر، وقسم العلاقات العامة، وقسم الدعاية والإعلان، وقسم المعارض، ومركز المعلومات والارشيف الاعلامي.
- خدمات التدريب
- خدمات طبية
- خدمات اجتماعية
- خدمات الأمن الصناعي [12]

## انظر ايضاً
- المنطقة الشرقية
- أرامكو
- سابك